# Le Catogne
Le Catogne is een alleenstaande berg in Zwitserland.
Le Catogne heeft de vorm van een wig, dat is vooral uit het zuiden duidelijk. De Val d'Entremont, het dal dat van de Grote Sint-Bernhardpas naar Martigny leidt, vormt de grens tussen de Walliser Alpen en het Mont Blancmassief. Le Catogne wordt door de weg van Orsières, over het hoogste punt bij Champex naar Bovernier van het Mont Blancmassief afgesneden. Deze weg ligt hoger dan de Val d'Entremont, waar Orsières en Bovernier ook in liggen. De weg door Champex en de Val d'Entremont liggen onderaan aan weerszijden van Le Catogne.
De route naar de top voert vanuit Champex naar het noorden onder een lagere top, 2567 m, door. Na de top ligt iets verder, maar lager, op 2402 m, een punt met een breder uitzicht naar het noorden dan vanaf de top. Op de foto is dat de voorste top. Andere routes zijn langer.